# Aubergine
Die Aubergine (IPA: [obɛʁˈʒiːnə], anhörenⓘ; Solanum melongena) oder Eierpflanze ist eine subtropische Pflanzenart aus Asien, die zur Gattung Nachtschatten (Solanum) innerhalb der Familie der Nachtschattengewächse (Solanaceae) gehört. Die Frucht wird in Österreich Melanzani (von italienisch melanzana, Plural: melanzane) genannt.
Von der Aubergine gibt es drei Hauptvarietäten: var. esculentum, „Nees“ mit runden eiförmigen Früchten, var. serpentinum, „L.H.Bailey“ mit langen schlanken Früchten und var. depressum, „L.H.Bailey“ mit besonders kleinen Früchten.
Die in Europa bekannteste Form ist Solanum melongena var. esculentum mit ihrer keulenförmigen, dunkelviolett bis schwarz erscheinenden, etwa 20 cm langen Frucht. Andere Formen können aber auch weiß (eierfarbig, daher der Name) oder auch weiß und violett sein. Bei beginnender Überreife treten Verfärbungen zum Braunen und Gelben hin auf, und der Glanz der Früchte verschwindet zunehmend. Da insbesondere unreife und junge Früchte der häufig in Europa angebauten, schwarzen, etwa 20 cm langen Aubergine aufgrund ihres Gehaltes an Bitterstoffen und Solanin nicht zum Rohverzehr geeignet sind, werden sie gedünstet, gebraten oder gekocht als Gemüse gegessen. Andere asiatische Formen sind aber teilweise auch im rohen Zustand genießbar. Auberginen können wie andere Nachtschattengewächse geringe Mengen Nikotin enthalten. Die Menge schwankt je nach Untersuchung zwischen „nicht nachweisbar“ und 100 Mikrogramm pro Kilogramm Frucht. Gelegentlich wird behauptet, der Nikotingehalt der Aubergine sei besonders hoch. Dieses Gerücht beruht auf einer alten Analyse, die sich inzwischen mehrfach als fehlerhaft erwiesen hat.
Ein gesundheitlich nicht ganz unproblematisches Alkaloid, das in den Schalen von unreifen Auberginen vorkommen kann, ist Tomatidin. In reifen Früchten ist die enthaltene Menge so gering, dass keine Vergiftungsgefahr besteht.

## Beschreibung
Auberginen sind mehrjährige, meist einjährig kultivierte, krautige, teilweise leicht verholzende Pflanzen mit einer Höhe von 50 bis 150 cm. Sie sind fast vollständig mit dichtstehenden, violetten bis grauen, sternförmigen Trichomen behaart. Teilweise sind sie auch bestachelt.
Die gestielten und mehr oder weniger behaarten, seltener auch bestachelten Laubblätter stehen wechselständig; sie sind eiförmig bis rundlich oder elliptisch mit einer Länge von 10 bis 20 cm und einer Breite von 5 bis 10 cm. Sie sind unregelmäßig gelappt mit abgerundeten bis spitzen Lappen, die Blattbasis ist ungleichmäßig, spitz bis abgerundet oder fast stumpf bis leicht herzförmig. Die Trichome der Oberseite sind meist violett, die der etwas stärker behaarten Blattunterseite grau.
Die Aubergine ist andromonözisch; also sind männliche und zwittrige Blüten auf einem Individuum zu finden. Auch liegt eine Distylie vor, weil die zwittrigen Blüten lange Griffel und die funktionell männlichen, die keine Früchte produzieren, kurze Griffel haben. Bei den männlichen Blüten ist auch der Fruchtknoten etwas kleiner oder fehlt ganz. Bei kultivierten Pflanzen sind oft nur zwittrige, langgrifflige Blüten vorhanden.
Die meist einzeln erscheinenden, gestielten und meist fünfzähligen Blüten mit doppelter Blütenhülle sind achselständig und teils nickend. Die männlichen Blüten erscheinen oft in traubigen Blütenständen neben den weiblichen Blüten. Der violett-grüne, behaarte und teils bestachelte Kelch ist glockenförmig, während der Blüte 1 bis 2 cm lang und hat fünf bis neun unregelmäßige, eilanzettliche Kelchzipfel, die bis zu 12 mm lang werden können. Während der Fruchtreife bleibt der Kelch bestehen, vergrößert sich und liegt an der Frucht an. Die violette, verwachsene und außen haarige Blütenkrone ist fünfzipflig, hat einen Durchmesser von 3 bis 4 cm, selten bis 5 cm, und fünf bis sieben, selten acht dreieckige Zipfel. Die meist fünf bis sieben, selten auch acht kurzen Staubblätter sind mit der Basis der Krone verwachsen, die Antheren sind gelb und öffnen durch Poren an den Spitzen. Der oberständige, mehrkammerige Fruchtknoten ist eiförmig und zottig behaart. Der säulenförmige, teils behaarte, ungleichlange Griffel hat an der Basis einen sternförmigen Querschnitt. Der Griffel ist entweder länger als die Staubblätter oder kürzer, die Narbe ist kopfig und mehrteilig.
Die Früchte sind vielsamige, kahle Beeren, deren Größe stark zwischen 50 mal 50 und 300 mal 150 mm variiert. Auch die Form kann sehr unterschiedlich ausfallen, beispielsweise länglich, eiförmig, rund oder länglich-birnenförmig. Die Farbe des Exokarps ist schwarz-violett, dunkelviolett, gelblich oder weißlich. Die flachen Samen sind mehr oder weniger nierenförmig bis rundlich, orange-ockerfarben, etwa 2,8–3,5 mm groß und feingrubig.
Die Früchte zählen lebensmitteltechnisch zu den Fruchtgemüsen.
Die Chromosomenzahl beträgt 2n = 24 oder 48.

## Zusammensetzung und Brennwert
Es gibt beispielsweise in Ghana und Thailand „süße“ Auberginensorten, deren Früchte roh verzehrbar sind. Die Sorten, die im regulären deutschen Lebensmittelhandel angeboten werden, müssen vor dem Verzehr jedoch erhitzt werden. Dies kann durch Grillen, Braten, Kochen oder Backen geschehen. Meist wird die Aubergine wie typisches Gemüse verwendet, es gibt aber auch süße Zubereitungsformen, welche jedoch eher die Ausnahme bilden.
Das Fruchtfleisch unterliegt nach dem Anschneiden der rohen Frucht einer schnellen enzymatischen Bräunung (hohe Phenolase-Aktivität).

## Herkunft und Anbau

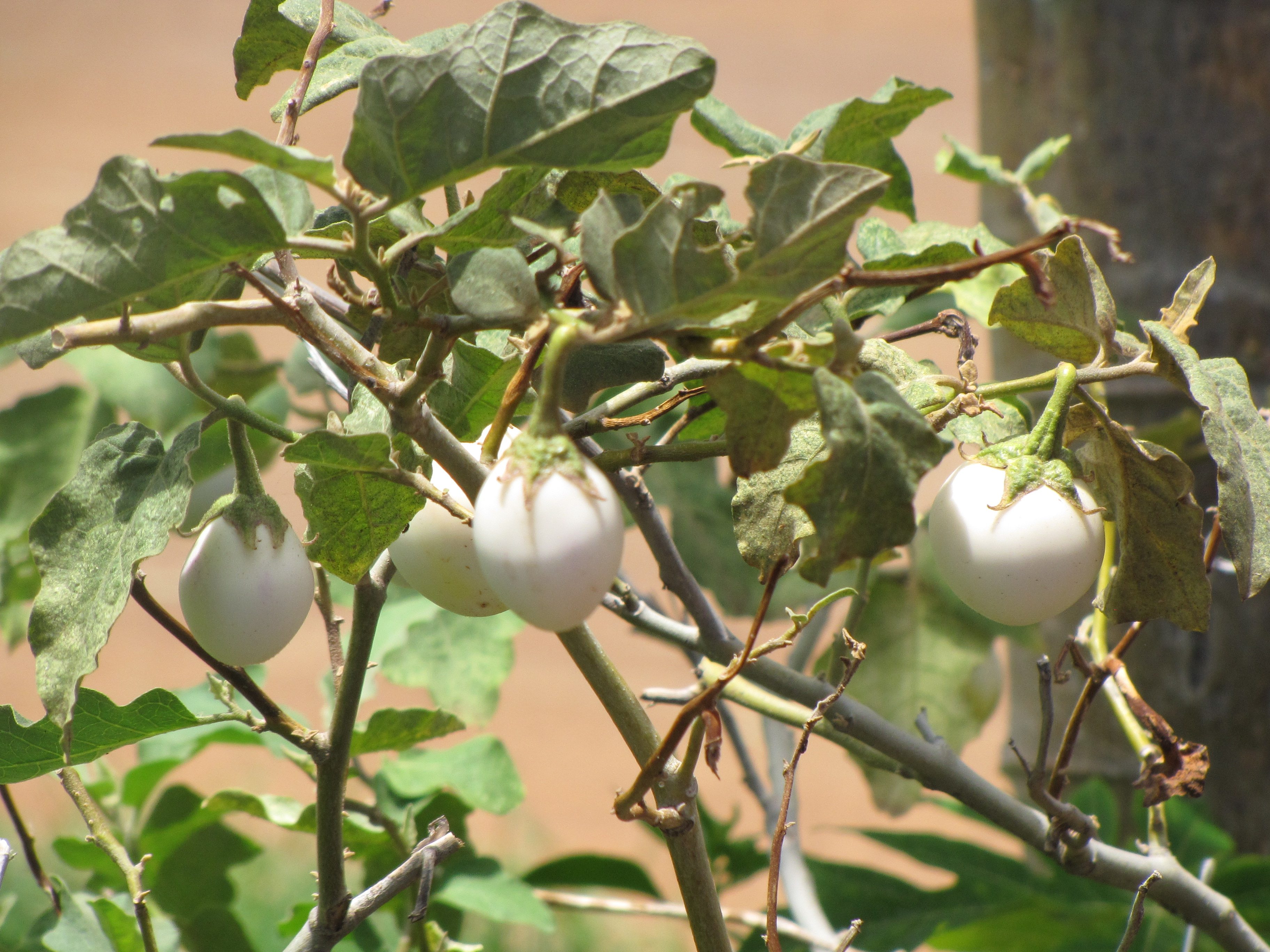
Dieses Bild zeigt, weshalb die Aubergine mancherorts auch Eierfrucht genannt wird.

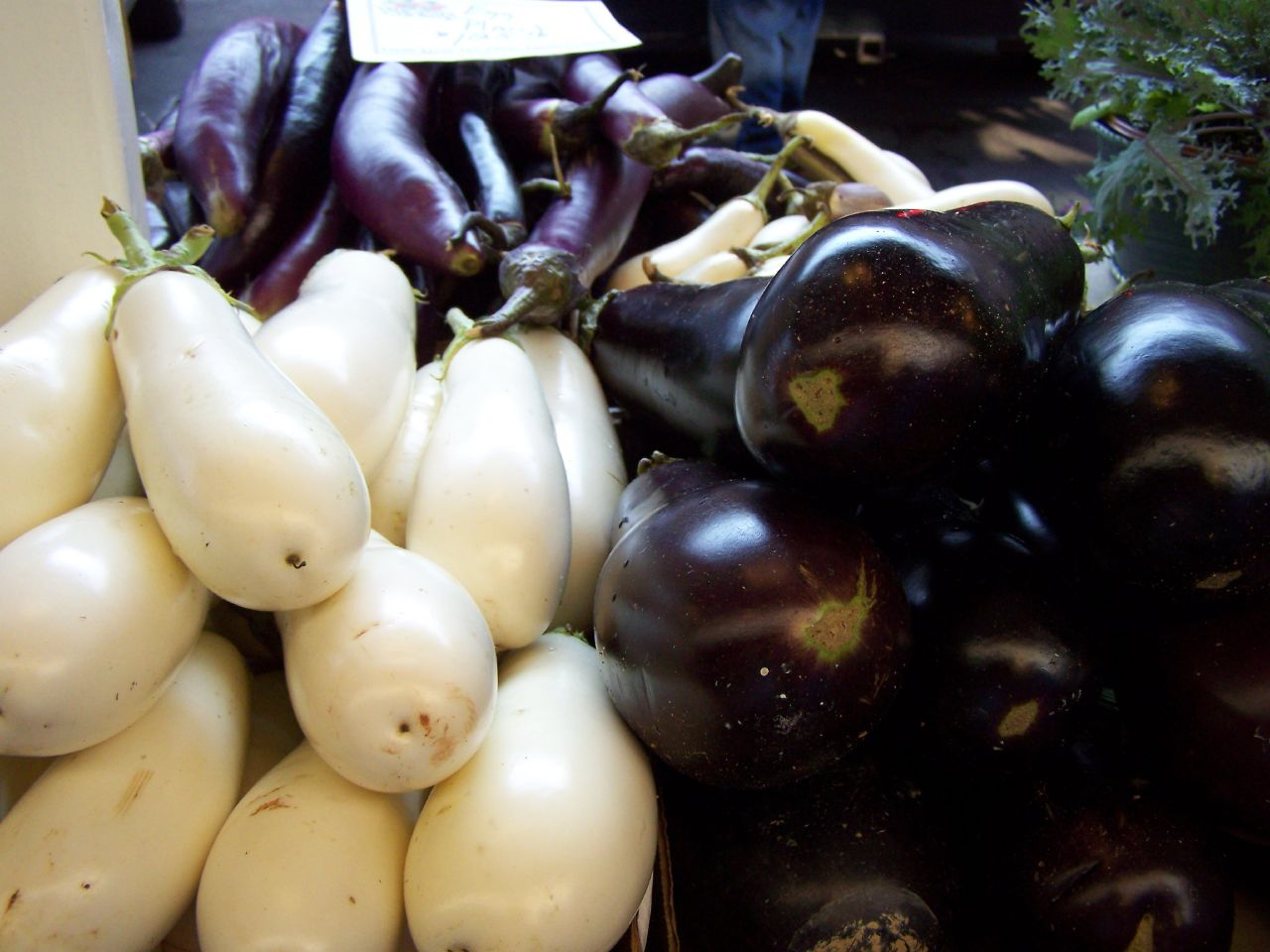
Verschiedene Varianten der Aubergine

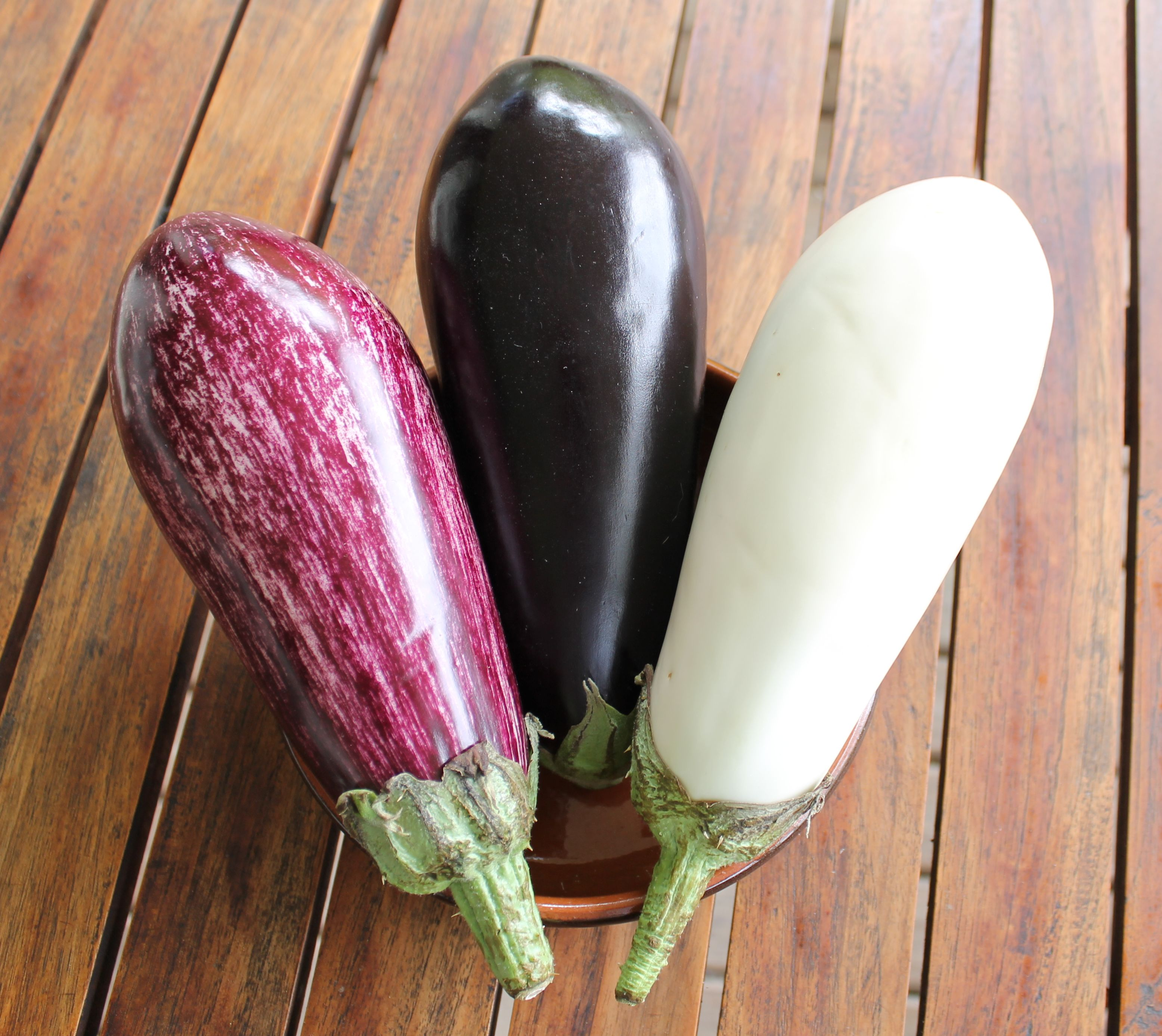
Farbvarianten (links: Graffity, Mitte: schwarz, rechts: weiß)

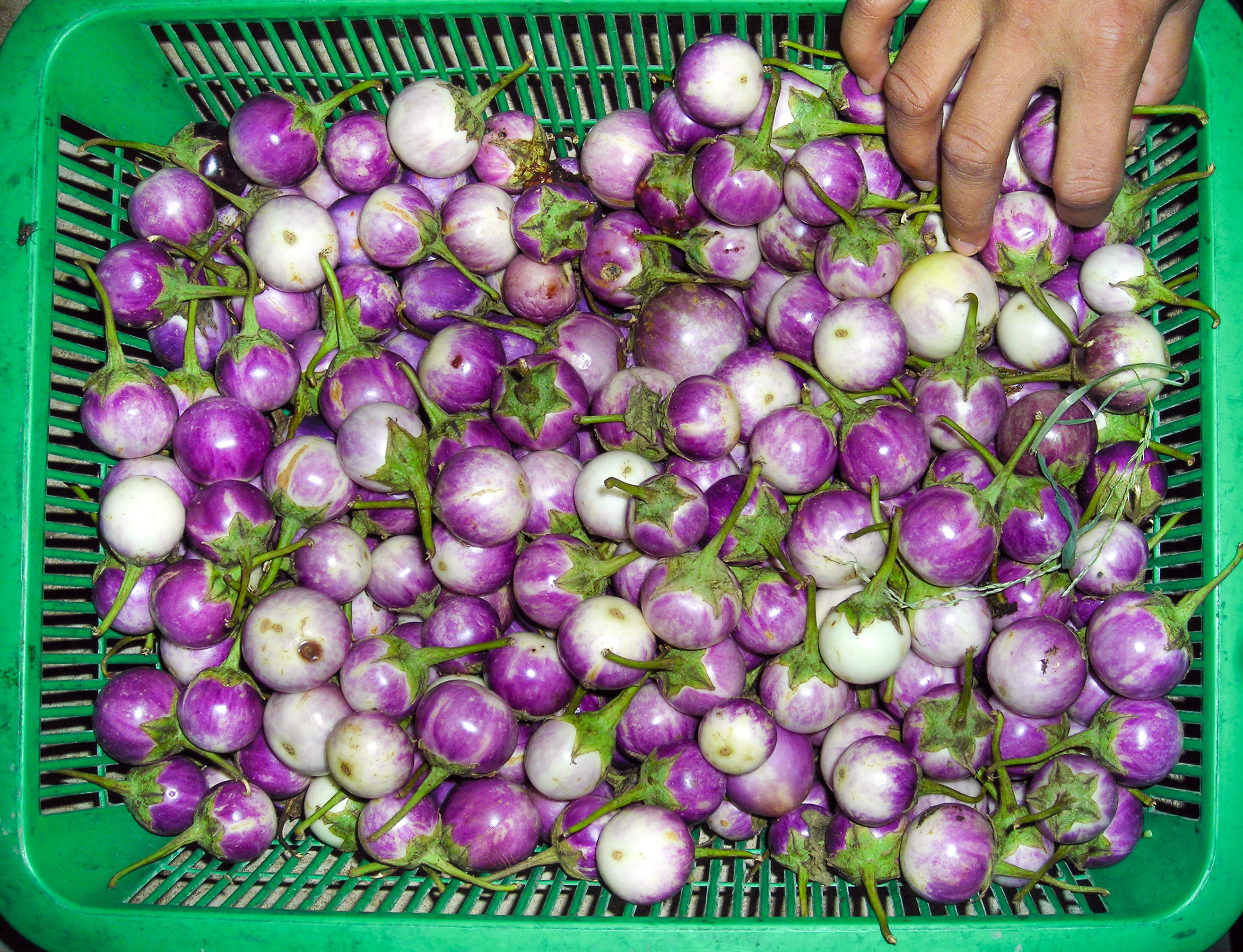
In der thailändischen Küche bevorzugte kleine, kugelförmige Auberginen

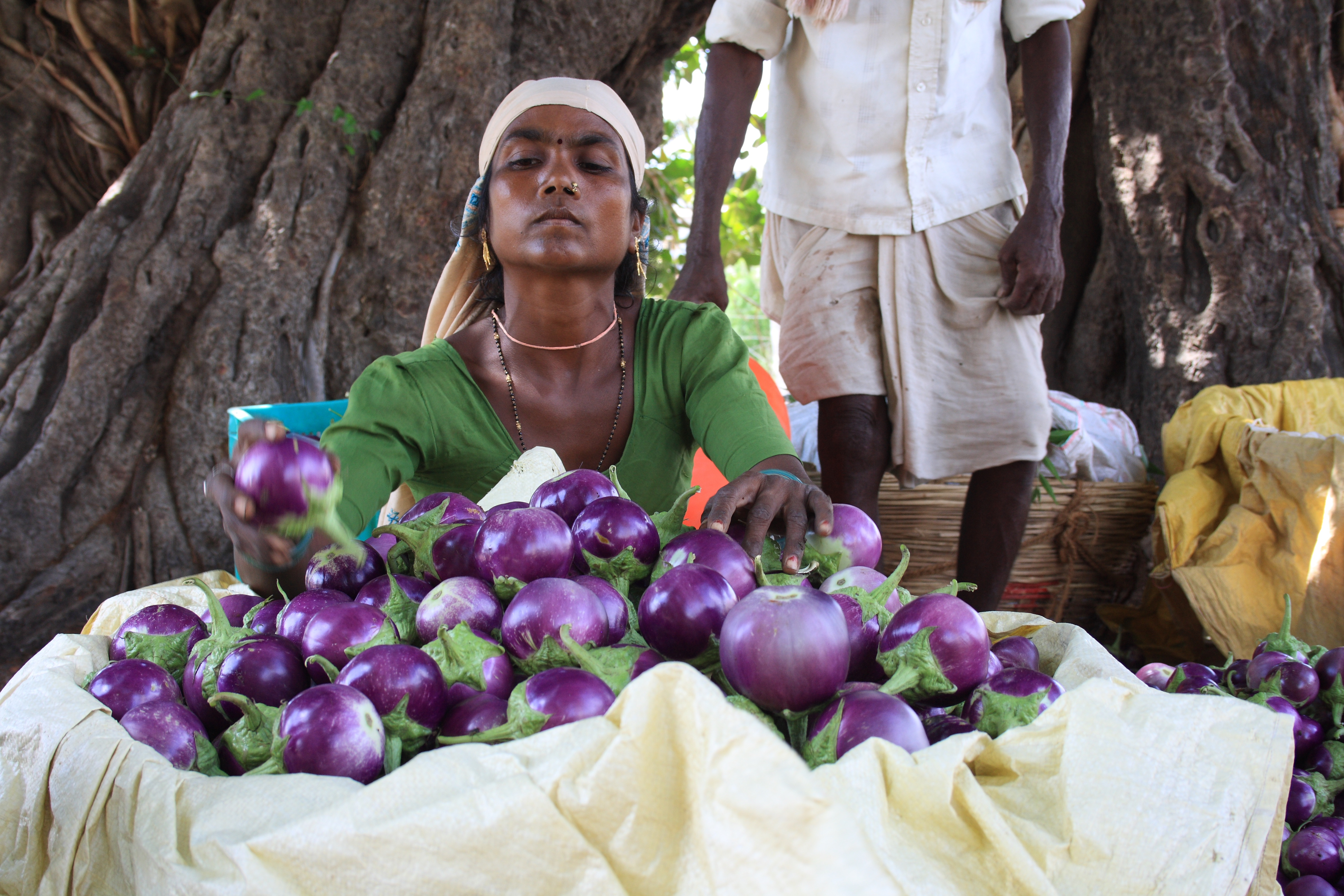
Indische Auberginen bei der Qualitätskontrolle nach der Ernte

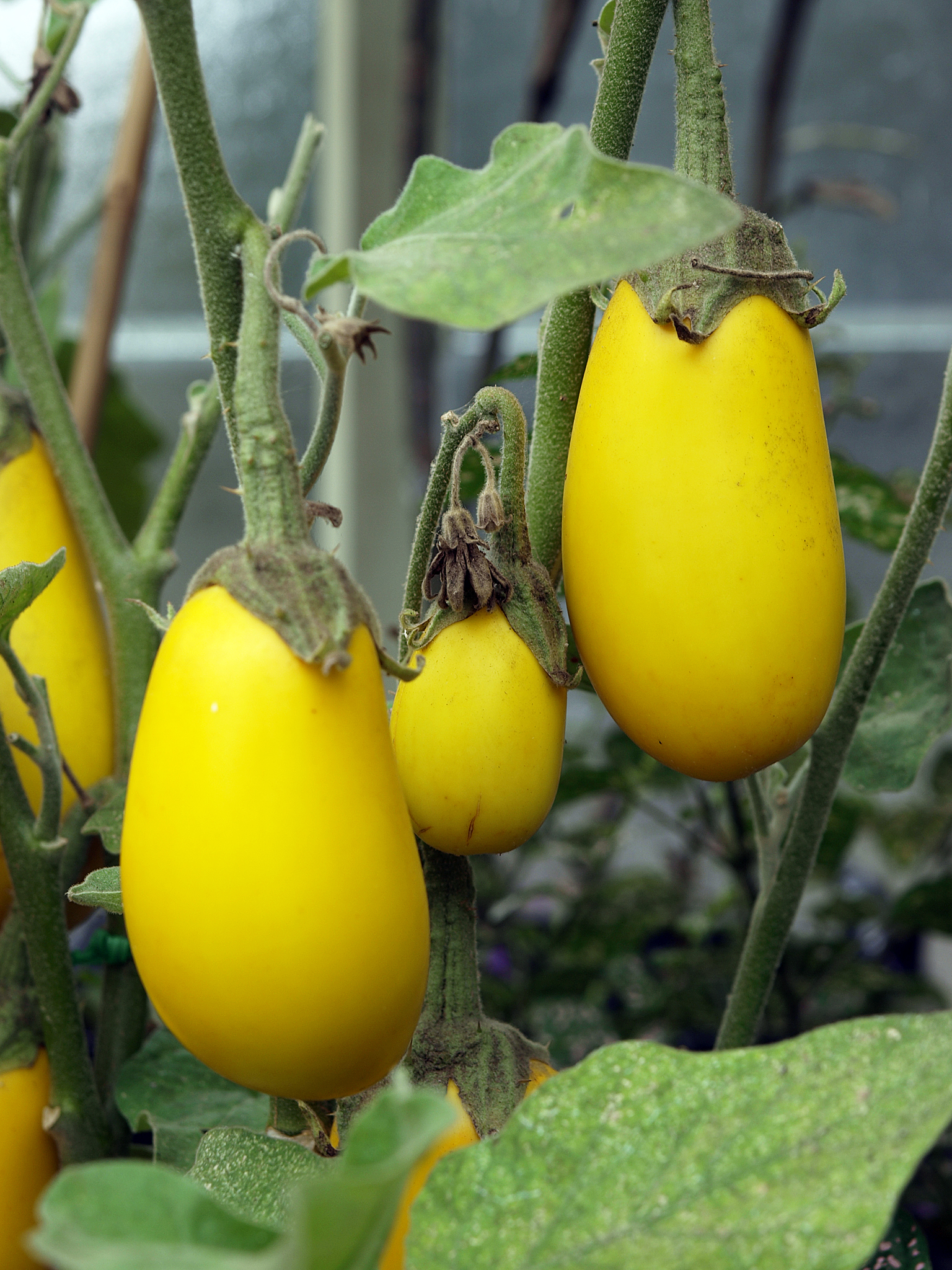
Gelbe Farbvariante

Auberginen stammen wahrscheinlich aus Asien, wo sie schon seit mehr als 4000 Jahren angebaut werden. Die Autoren des griechischen und römischen Altertums dagegen erwähnen sie nicht. Erst die Sarazenen in Andalusien scheinen sie als erste in Europa kultiviert zu haben. Sie haben sie wahrscheinlich in Persien kennengelernt. In Italien kocht man mit Auberginen seit dem 15. Jahrhundert.
In Europa und Nordamerika werden vorwiegend Sorten angebaut, die länglich-ovale, 12 bis 25 cm lange und 6 bis 9 cm dicke Früchte mit dunkelvioletter Schale haben. In Indien und anderen Ländern Asiens werden Sorten angebaut, deren Früchte bis zu 1 kg wiegen können. Die Farbe der Fruchtschale kann von weiß über gelb und grün bis zu purpurrot oder dunkelviolett reichen. Einige Sorten haben Früchte mit graduierter Farbe oder Streifen. In China finden sich gewöhnlich längliche, dünne Früchte, die in ihrer Form an Gurken erinnern.

### Transgene Aubergine

#### Indien
Indische Forschungsinstitute entwickelten in Kooperation mit Monsanto, der indischen Saatgutfirma Mahyco sowie mit Unterstützung der USAID transgene Auberginensorten, die mithilfe eines eingeschleusten Bt-Gens besser vor dem in Indien weit verbreiteten Auberginenfruchtbohrer geschützt sind. 2004 begannen umfangreiche Freilandversuche und Voruntersuchungen. Bei agronomischen Untersuchungen zeigten sich signifikante Pestizideinsparungen und Ertragszuwächse; zudem wurden geringere direkte Pestizidbelastungen für Bauern prognostiziert. 2009 gab die zuständige indische Behörde GEAC bekannt, dass aus wissenschaftlicher Sicht keine Bedenken bezüglich der Sicherheit der Bt-Aubergine bestünden. Das indische Umweltministerium erhob aufgrund massiven politischen Widerstands seitens zehn Bundesstaaten, Nicht-Regierungsorganisationen, Kleinbauern, Umwelt- und Verbraucherverbänden im Februar 2010 ein Moratorium. Die Gegner nennen als Gründe für ihre Position Umwelt- und Gesundheitsrisiken sowie mögliche Abhängigkeiten der Bauern von Saatgutherstellern.

#### Philippinen
Auf den Philippinen befindet sich eine Bt-Aubergine in der Testphase durch das Landwirtschaftsministerium, wenngleich konkrete Pläne zur Kommerzialisierung noch nicht vorliegen. Die Bt-Aubergine wurde vom Agricultural Biotechnology Support Project II, einem Public Private Partnership mit Sitz an der Cornell University, entwickelt. Ziel ist, die Pflanze vor verschiedenen Schädlingen zu schützen, die bis zu 50 % der Ernte in der Region vernichten. Nach Angaben des Asian Farmers Regional Network fragen Bauern, wann das Saatgut erhältlich sein wird.

#### Bangladesch
In Bangladesch ist Bt-Aubergine mit großem Erfolg als Frucht für die lokalen Märkte angepflanzt worden, sodass 27.000 Bauern im Jahr 2018 den Einsatz von Spritzmitteln drastisch reduzieren konnten und einen 6-fachen Profit machten. Bt-Aubergine ist somit die erste gentechnisch veränderte Nahrungspflanze, die in einem Entwicklungsland für kommerzielle Zwecke angebaut wird. Der Erfolg basiert unter anderem auf einer Unterstützung durch die ‚Behörde der Vereinigten Staaten für internationale Entwicklung‘ (USAID), die Regierung von Bangladesch, die Cornell University und die Spende des genetischen Materials durch die Firma Mahyco, die mit Monsanto zusammenarbeitete.

## Wortherkunft

### Aubergine
Die Aubergine stammt ursprünglich aus Indien, wo ihr Anbau seit prähistorischer Zeit nachgewiesen ist und wo sie auch heute noch wild wächst. Die erste schriftliche Beschreibung der Pflanze findet sich im Qimin yaoshu, einem chinesischen landwirtschaftlichen Handbuch aus dem 6. Jahrhundert.
Spuren des Namens finden sich bereits in dravidischen Sprachen. Von diesen fand er den Weg ins Sanskrit, wo die Pflanze vātin-gāna hieß, was Pflanze gegen Flatulenz bedeutet. Im modernen Hindi heißt die Pflanze baingan oder began. Vom Sanskrit gelangte der Name als bādingān (بادنجان) ins Persische und als bāḏinjān bzw. al-bāḏinjān (الباذنجان) ins Arabische.
Von den Arabern wurde die Aubergine auf die iberische Halbinsel gebracht, wo sie zu portugiesisch bringella, bringiela, beringela und spanisch berenjena, alberenjena wurde. Von der spanischen alberenjena wurde sie über die katalanische alberginia schließlich zur französischen aubergine.
Von Portugal gelangte der nun weit gereiste Name als brinjal, brinjaul auch wieder nach Indien zurück.

### Melanzana
Das Arabische bāḏinjān fand im 11. Jahrhundert auch den Weg nach Griechenland, wo das anlautenden B zu einem M mutierte. Bekannte griechische Formen sind matizanion (ματιζάνιον, 11. Jh.), melintzana (μελιντζάνα, 14. Jh.) und melintzanion (μελιντζάνιον, 17. Jh.). Vom Griechischen gelangte der Name in den Formen melanzāna (Sizilien, 11. Jh.), melongiana (Veronesisch, 14. Jh.) und melongena (Latein, 13. Jh.) ins Italienische und Mittellateinische. Das mittellateinische melongena wurde 1700 von Tournefort und 1753 von Linné als noch heute gültiger wissenschaftlicher Name gewählt.

#### Mela insana
Schon im 13. Jahrhundert wurde das italienische melanzana volksetymologisch als mela insana, verrückter Apfel, gedeutet, was zur Legende führte, dass Auberginen Verrücktheit verursachen könnten.

### Eierfrucht
Einen von der Etymologie völlig unabhängigen Ursprung hat der englische Name egg-plant bzw. die deutsche Entsprechung Eierfrucht. Er rührt daher, dass die Früchte einiger Varietäten tatsächlich wie Hühnereier aussehen.

## Wirtschaftliche Bedeutung

### Weltproduktion
2021 betrug die Welternte 58.646.098 Tonnen. Das Land mit der größten Auberginenproduktion der Welt war China, das 63,8 % der weltweiten Ernte produzierte. Die zehn größten Produktionsländer brachten zusammen etwa 94,0 % der Welternte ein.
Die zehn größten Auberginen-Produzenten waren 2021:
| Produktionsland     | Menge in t |
| ------------------- | ---------- |
| Volksrepublik China | 37.424.976 |
| Indien              | 12.874.000 |
| Ägypten             | 1.286.470  |
| Türkei              | 832.938    |
| Indonesien          | 676.339    |
| Iran                | 595.336    |
| Bangladesch         | 587.000    |
| Italien             | 306.440    |
| Japan               | 282.231    |
| Spanien             | 265.290    |
| Summe Top Ten       | 55.134.040 |
| restliche Länder    | 3.512.058  |

### Handel
Der größte Exporteur war 2021 Spanien (168.342 t), gefolgt von Iran (165.523 t) und Mexiko (89.756 t).
Deutschland importierte im gleichen Jahr 57.495 t und war damit der größte Importeur von Auberginen, vor Frankreich und Italien.

## Verwendung in der Küche
Die Aubergine wird heute insbesondere in der mediterranen, orientalischen und türkischen Küche verwendet, wo sie mit einigen speziellen Gerichten zu großer Berühmtheit gelangt ist. So ist sie als Auberginensalat und gefüllte Aubergine beliebt, z. B. İmam bayıldı in der Türkei. In Griechenland dagegen bereitet man aus Auberginen Moussaka. Vergleichbare Gerichte gibt es unter ähnlichen Namen in weiteren Ländern des Balkan und im arabischen Raum. Im Orient wird sie häufig als Paste oder Püree (Baba Ghanoush) als Vorspeise gereicht, und am westlichen Mittelmeer ist sie Bestandteil des Ratatouille.
In der italienischen Küche sind insbesondere die „Melanzane alla Parmigiana“ (Auflauf), die „Melanzane ripiene“ (gefüllte Auberginen) sowie die Caponata bekannt. Zudem ist es auch möglich, Auberginen als Dessert zuzubereiten.
Belege über die Verwendung der Aubergine in der chinesischen Küche reichen bis ins Jahr 609 zurück. Heute werden im Süden des Landes vor allem längliche, weiße und grüne Früchte bevorzugt, während im nördlichen Teil des Landes wie in Peking vor allem Cultivare mit kleineren Früchten und kürzerer Reifezeit angebaut werden. Die Aubergine gehört zu den wichtigen Sommergemüsen in China.
Bei vielen Zubereitungsarten wird die Aubergine zunächst in Scheiben geschnitten und gesalzen. Dabei wirkt das Salz osmotisch und zieht Fruchtsaft und dabei Bitterstoffe aus der Schnittfläche, die abgewaschen werden können. Anschließend werden die Scheiben in heißem Öl gebraten. Dabei muss sorgfältig entfettet werden, da Auberginen viel Fett aufsaugen. Häufig werden Auberginen auch gegrillt. Dazu können einerseits Scheiben, andererseits auch die ganze Frucht mit Schale verwendet werden. Auberginenpaste wird meist aus dem weichen Fleisch in der Schale gegrillter Auberginen hergestellt. Auberginen-Dessert wird aus dem weichen Fleisch von ohne Schale in Zuckerwasser gekochten Auberginen gemacht.
Nach dem Anschneiden der rohen Aubergine findet eine schnelle enzymatische Bräunung des Fruchtfleisches statt, was auf eine hohe Phenolaseaktivität zurückgeht.

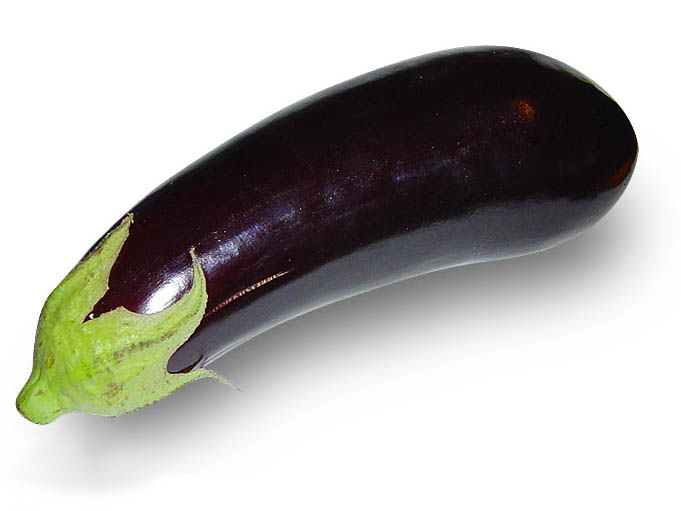
Eierfrucht (Solanum melongena var. esculentum)
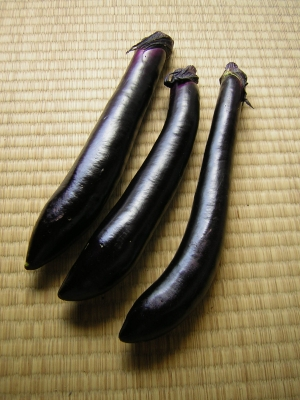
Frucht einer Aubergine
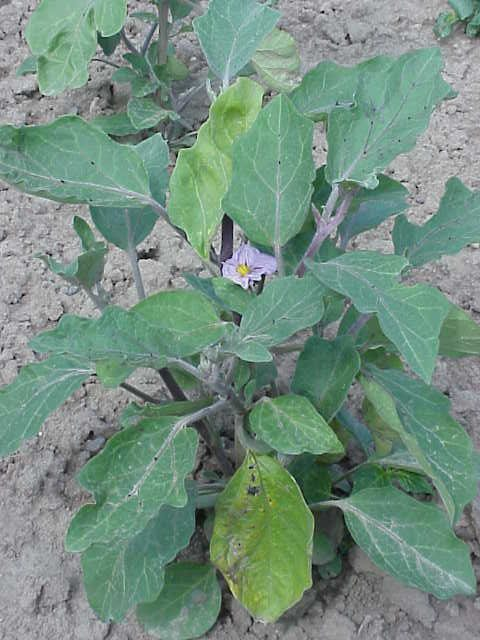
Auberginenpflanze
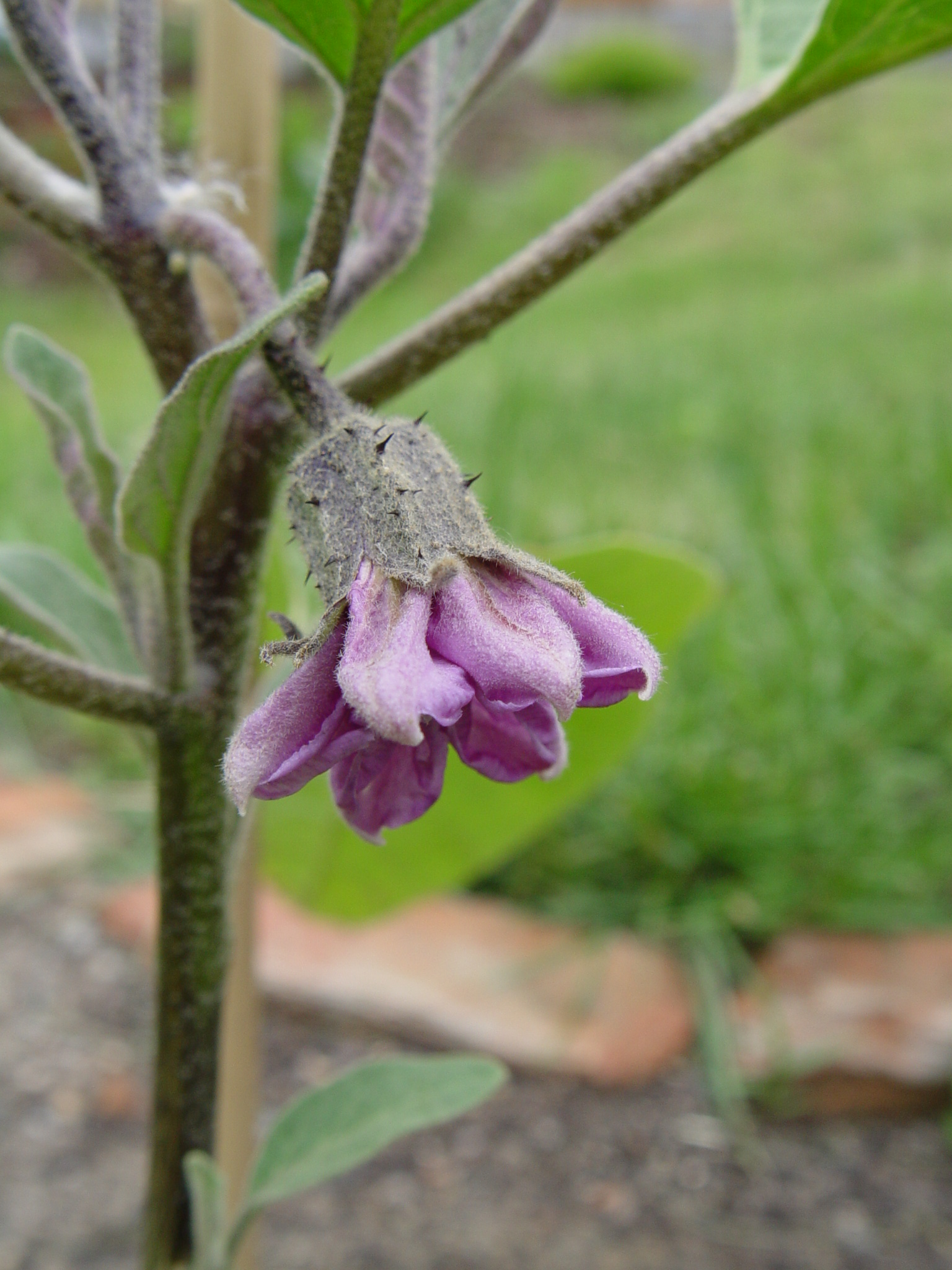
Blüte einer Auberginenpflanze
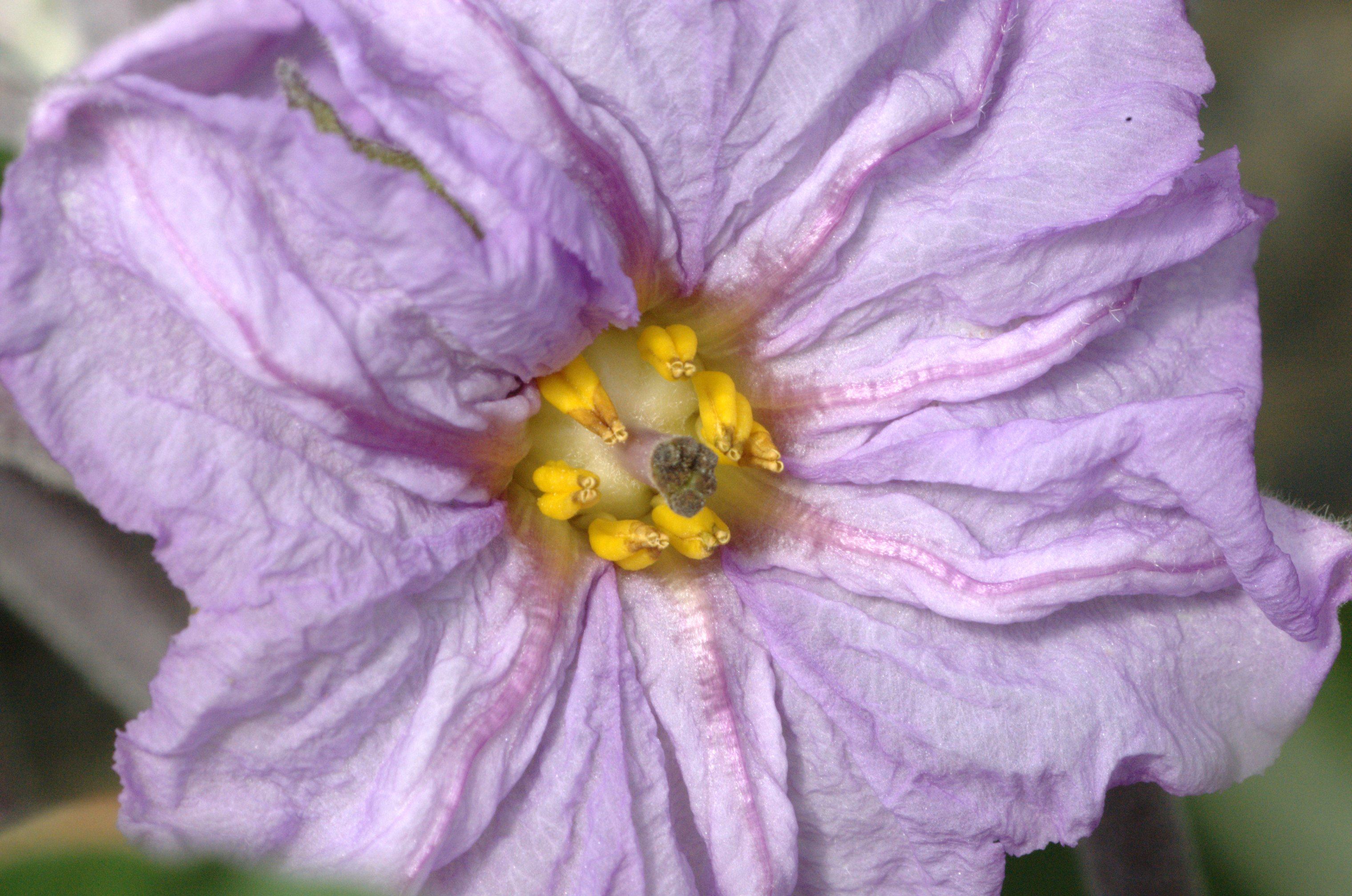
Detailaufnahme der Blüte